# Jean Maurice Fiey
Jean Maurice Fiey, né à Armentières (Nord) le 30 mars 1914, mort à Beyrouth le 11 octobre 1995, est un dominicain et orientaliste français, spécialiste de l'histoire des Églises chrétiennes syriaques et notamment de leur géographie ecclésiastique.

## Éléments biographiques
Il fit ses études secondaires au collège Saint-Jude d'Armentières, puis intégra l'ordre dominicain après son baccalauréat et suivit de 1933 à 1939 une formation philosophique et théologique à l'abbaye du Saulchoir, siège du théologat de la province de France à l'époque. Il partit ensuite pour Mossoul et devait résider en Iraq de 1939 à 1973, pendant trente-quatre ans. En 1944, il fonda le Mosul College, un établissement de langues arabe et anglaise dont il assura la direction jusqu'en 1959. En 1972/73, il fut supérieur du séminaire syro-chaldéen Saint-Jean de Mossoul (animé par les dominicains). En 1973, il fut expulsé par le gouvernement irakien sur une accusation d'espionnage. Il s'installa alors au Centre des pères dominicains de Beyrouth et assura des cours à l'Université Saint-Joseph (jésuite). En 1982, il fut reçu docteur ès-lettres (histoire orientale) à l'Université de Dijon.

## Principales publications
- Mossoul chrétienne, coll. Recherches, Institut de lettres orientales, Beyrouth, 1959.
- Assyrie chrétienne, coll. Recherches, Institut de lettres orientales, Beyrouth, 1965-1968 (3 vol.).
- Jalons pour une histoire de l'Église en Irak, Louvain, 1970 (CSCO, vol. 310, Subsidia 36).
- (éditeur scientifique), Anonymi auctoris Chronicon ad A. C. 1234 pertinens II, traduction française d'Albert Abouna, introduction, notes et index de J. M. Fiey, CSCO, vol. 354, Scriptores Syri 154, Louvain, 1974.
- Chrétiens syriaques sous les Mongols, Louvain, 1975 (CSCO, vol. 362, Subsidia 44).
- Nisibe, métropole syriaque orientale, et ses suffragants des origines à nos jours, Louvain, 1977 (CSCO, vol. 388, Subsidia 54).
- Communautés syriaques en Iran et Irak des origines à 1552, Collected Studies Series 106, Londres, 1979.
- Pour un Oriens Christianus Novus. Répertoire des diocèses syriaques orientaux et occidentaux, Beiruter Texte und Studien, vol. 32, Beyrouth, 1993.
- Saints syriaques, éd. Lawrence I. Conrad, Studies in Late Antiquity and Early Islam 6, Princeton, N. J., Darwin Press, 2004.